# Hummeltjärnen, Jämtland
Hummeltjärnen är en sjö i Ragunda kommun i Jämtland och ingår i Indalsälvens huvudavrinningsområde.